# الکساندر الکساندروف (بازیکن فوتبال، زاده ژوئیه ۱۹۸۶)
الکساندر الکساندروف (بلغاری: Александър Александров؛ زادهٔ ۳۰ ژوئیهٔ ۱۹۸۶) بازیکن فوتبال اهل بلغارستان است.
از باشگاه‌هایی که در آن بازی کرده‌است می‌توان به باشگاه فوتبال لفسکی صوفیه اشاره کرد.